# Magnus Engberg
Thorsten Magnus Engberg, född 29 april 1952, är en svensk författare och konstnär. 
Engberg studerade konstvetenskap vid Göteborgs universitet och var 1972–1977 elev vid Hovedskous målarskola i Göteborg. Som konstnär har Engberg  arbetat med offentliga utsmyckningar i bland annat kalksten. 
Han debuterade som författare 1992. I sina böcker intresserar han sig särskilt för person- och kulturhistoria och personliga dokument. Han har skrivit manus till och medverkat i flera produktioner för radio och TV.

### Böcker
- Vid kanten av tidvattnet – tre öar, tre författare (om August Strindberg, Verner von Heidenstam och Hjalmar Söderberg), 1992
- Visiter vid Vättern – kulturhistoriska nedslag runt en föränderlig sjö, 1995
- Östgötaboken – utflykter i natur och kultur, 1996
- Visiter vid Sundet – i författarspår runt ett gränsvatten, 1998
- Vadstena – Människor och miljöer i en liten stad vid en stor sjö, 2000
- Ett 1900-tal – ett samarbetsprojekt i Östergötland, 2000
- Från skilda utsikter – Skrivande om skrivande i Östergötland, en antologi av och om östgötska författare, 2003 (red.)
- En ganska spräcklig ängel – Hjalmar Söderberg i biografi, brev och bilder, 2003
- Jag förstår inte vad världen är... – Verner von Heidenstam i biografi , brev och bilder, 2005
- Vandring i Bruksbygd – Tjällmo-Godegård, 2005
- Visiter vid Sundet – i författarspår runt ett gränsvatten, 2:a upplaga, 2010
- Vadstena – Människor och miljöer i en liten stad vid en stor sjö, 2:a upplaga, 2011
- Från och till Motala, illustrerade essäer, 2011
- Vi är varandras undergång! – August Strindberg och Frida Uhl, 2012
- Från pinnar till Concrete – möbeltillverkningen i Värnamobygden, 2013
- Ur mörkret kommer pärlor av skönhet – En bok om Bettina Kjellin och Brunneby, 2016
- Maria – Sveriges ryska prinsessa : En bok om Maria Pavlovna – rysk storfurstinna, svensk prinsessa, landsflyktig kosmopolit, 2018
- "Ett luftslott var mitt liv... – Carl XV, Drottning Lovisa och Bäckaskog, 2019
- Som att leka med dockor – En roman om Hjalmar Söderberg och om tillvarons ofattbara egensinne, 2023
- Inte mer än människor – Fritänkare och fantaster, bedrägerier och bragder, Illustrerade essäer, 2024

### Radio- och TV-manus
- Bildskäraren, om Verner von Heidenstam, SR P1, 1989
- Tre öar - tre författare, dramadokumentärer om August Strindberg, Verner von Heidenstam och Hjalmar Söderberg, SR P1, 1992
- Sibyllan och Nationalskalden, dramadokumentär om Ellen Key och Verner von Heidenstam, SVT, 1997
- Hjärtats oro, dramadokumentär om Hjalmar Söderberg, SVT, 2002

## Exempel på skulpturer, offentlig konst
- Stenrum, olikfärgad granit, Lambohov, Linköping, (1987)
- De fyra elementen, gårdsskulpturer (kalksten), T1-området, Linköping, 1993
- Imaginärt klot, torgutsmyckning (kalksten, granit och vatten), T1-området, Linköping, 1993
- Natur-Kultur, skulpturgrupp (sten och vatten), Stora torget, Ödeshög, 1992
- Reflexer – Kattlek, skulptural gestaltning, (sten, glas, metall) vårdboendet Solbacken, Motala, 2010

## Bildgalleri

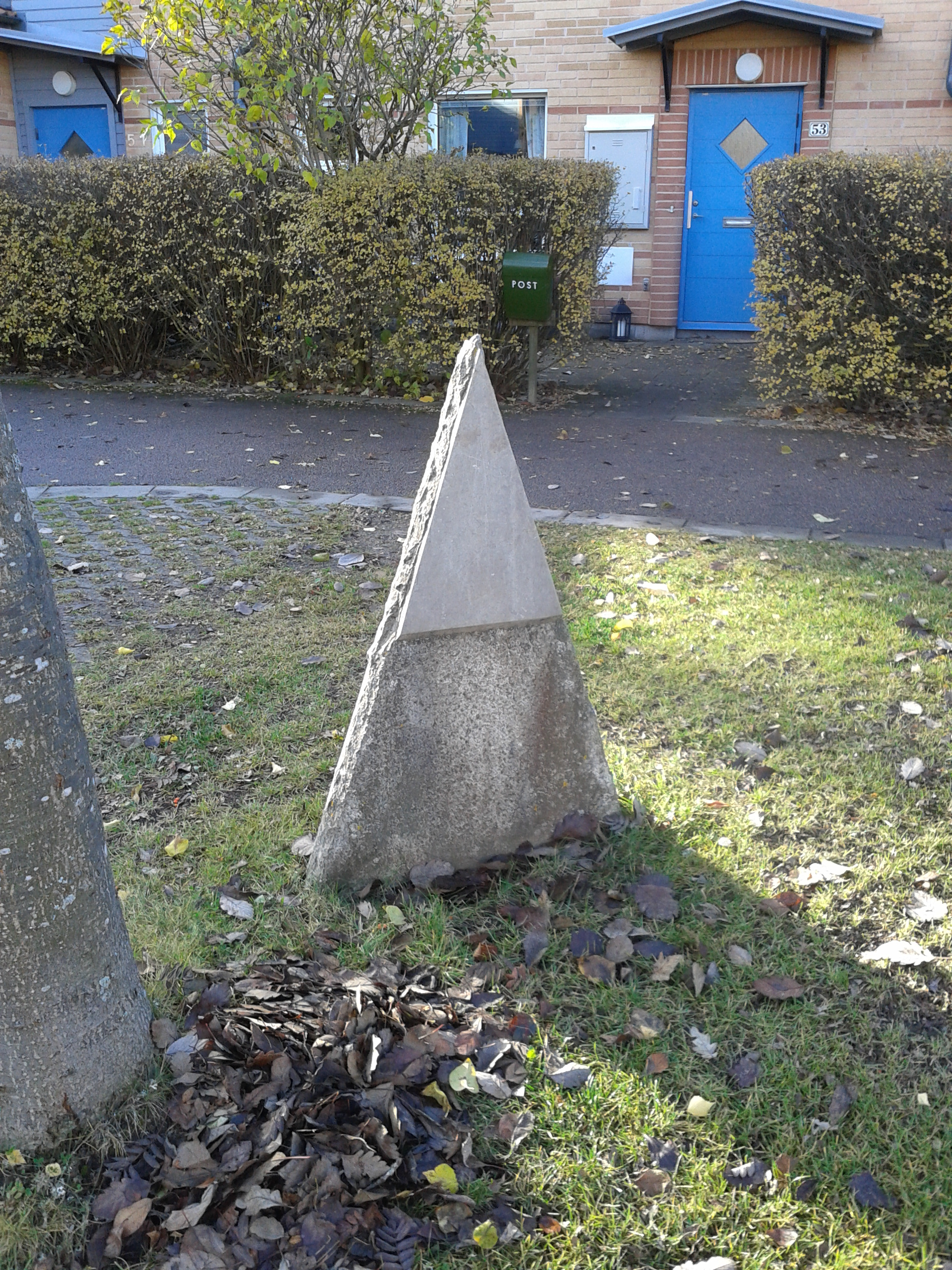
De fyra elementen
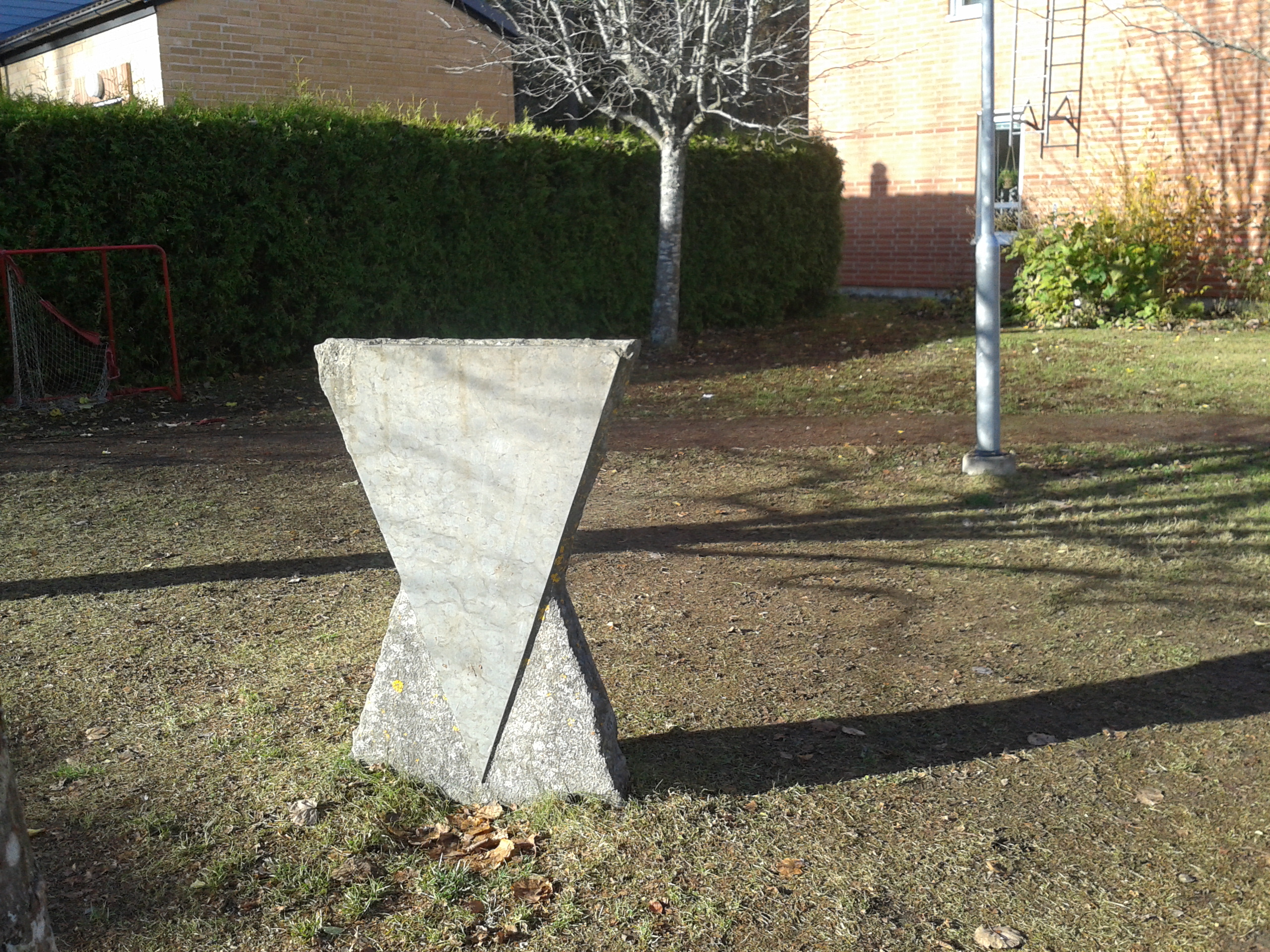
De fyra elementen
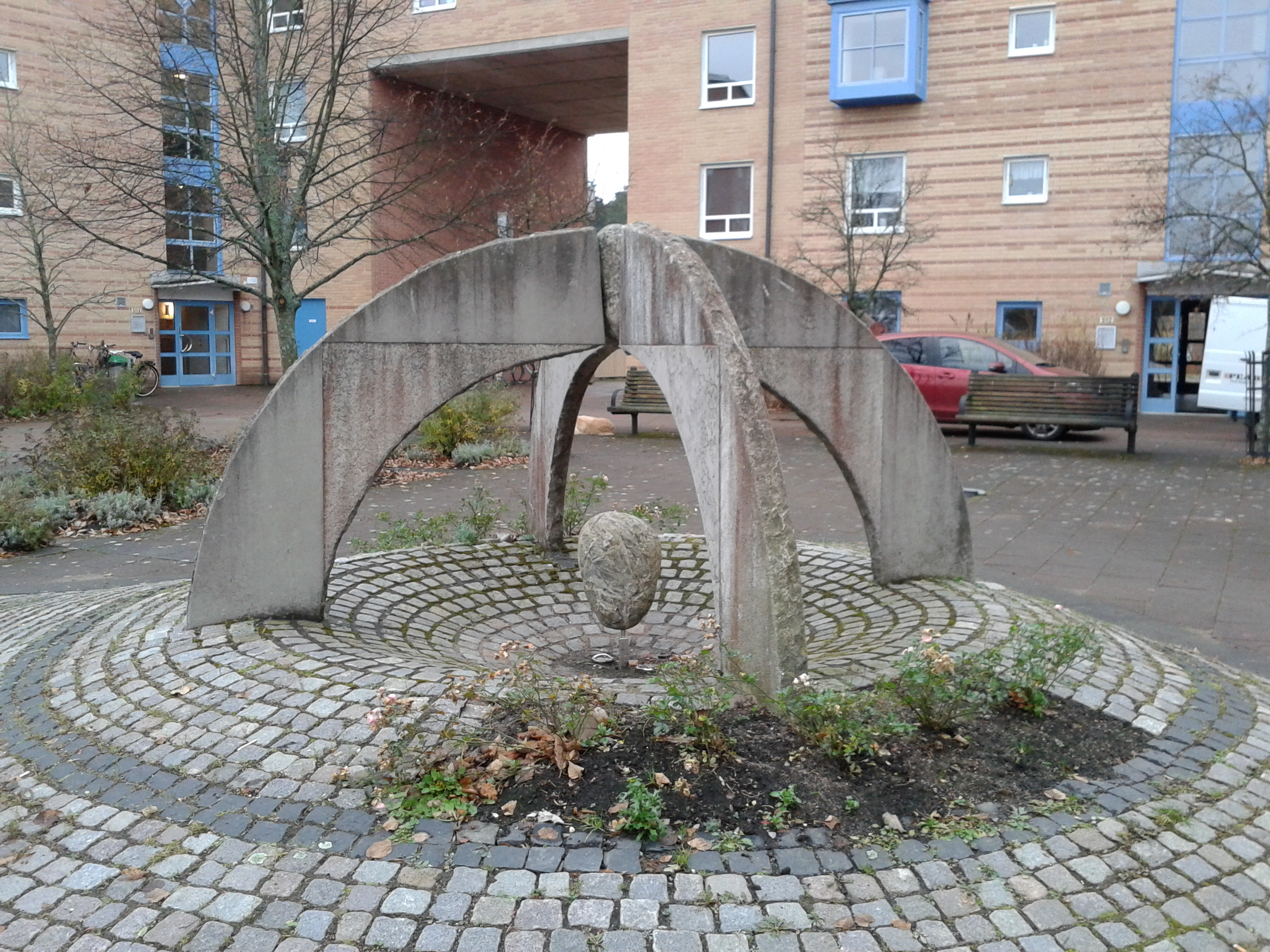
Imaginärt klot